# Вітім (Бурятія)
Вітім (рос. Витим) — селище Муйського району, Бурятії Росії. Входить до складу Муйської сільської адміністрації.
Населення — 28 осіб (2015 рік).

## Клімат
Селище знаходиться у зоні, котра характеризується континентальним субарктичним кліматом. Найтепліший місяць — липень із середньою температурою 18 °C (64.4 °F). Найхолодніший місяць — січень, із середньою температурою -28.8 °С (-19.8 °F).
| Клімат Вітіма           | Клімат Вітіма | Клімат Вітіма | Клімат Вітіма | Клімат Вітіма | Клімат Вітіма | Клімат Вітіма | Клімат Вітіма | Клімат Вітіма | Клімат Вітіма | Клімат Вітіма | Клімат Вітіма | Клімат Вітіма | Клімат Вітіма |
| Показник                | Січ.          | Лют.          | Бер.          | Квіт.         | Трав.         | Черв.         | Лип.          | Серп.         | Вер.          | Жовт.         | Лист.         | Груд.         | Рік           |
| Абсолютний максимум, °C | −2            | 2             | 7             | 20            | 31            | 33            | 37            | 31            | 27            | 18            | 6             | 0             | 37            |
| Середній максимум, °C   | −22           | −18           | −6            | 2             | 11            | 20            | 25            | 21            | 12            | 1             | −16           | −25           | 0             |
| Середня температура, °C | −28,8         | −25,7         | −15,3         | −3,4          | 6             | 14,5          | 18            | 14,4          | 6,4           | −3,3          | −18,1         | −27,2         | −5,2          |
| Середній мінімум, °C    | −31           | −31           | −23           | −11           | 0             | 6             | 11            | 8             | 2             | −6            | −23           | −32           | −11           |
| Абсолютний мінімум, °C  | −60           | −52           | −47           | −41           | −13           | −3            | 0             | 0             | −7            | −27           | −47           | −56           | −60           |
| Норма опадів, мм        | 28.4          | 19.7          | 15.4          | 17.3          | 35.5          | 50.9          | 58.3          | 62.9          | 48.5          | 43.4          | 41.2          | 34            | 455.4         |
| Днів з дощем            | 15            | 13            | 10            | 7             | 9             | 10            | 8             | 9             | 11            | 12            | 16            | 17            | 143           |
| Вологість повітря, %    | 75            | 74            | 69            | 62            | 62            | 68            | 71            | 78            | 79            | 78            | 77            | 75            | 72            |
| ----------------------- | ------------- | ------------- | ------------- | ------------- | ------------- | ------------- | ------------- | ------------- | ------------- | ------------- | ------------- | ------------- | ------------- |
| Джерело: Weatherbase    |               |               |               |               |               |               |               |               |               |               |               |               |               |